# Amsterdam (commune)
Pour les articles homonymes, voir Amsterdam (homonymie).
La commune d'Amsterdam (en néerlandais : Gemeente Amsterdam) est une commune néerlandaise située en province de Hollande-Septentrionale. Elle compte 862 965 habitants au 1er janvier 2019 selon le Bureau central de la statistique (CBS) et dispose d'une surface d'environ 219 km2, dont un quart en eau.

## Administration

### Arrondissements
La commune d'Amsterdam, capitale des Pays-Bas, est divisée en huit arrondissements (stadsdelen). Sept d'entre eux disposent de leur propre conseil d'arrondissement élu (stadsdeelcommissie) et comité exécutif (dagelijks bestuur) nommé par le collège du bourgmestre et des échevins et peuvent gérer une partie importante des ressources municipales. L'arrondissement Porte occidentale est administré directement par la commune du fait de sa très faible démographie, ce qui est également le cas de l'arrondissement Centre jusqu'en 2002.
Les arrondissements d'Amsterdam sont, avec leurs principaux districts et quartiers entre parenthèses :
- Amsterdam-Centre (Grachtengordel avec le Jordaan, Plantage, les Westelijke Eilanden et Oostelijke Eilanden) ;
- Amsterdam-Nouvel-Ouest (Slotermeer, Geuzenveld, Slotervaart, Overtoomse Veld et Osdorp) ;
- Amsterdam-Nord (Buiksloot, Nieuwendam, ainsi que les villages de Schellingwoude, Durgerdam, Zunderdorp, Ransdorp et Holysloot) ;
- Amsterdam-Est (Weesperzijde, Dapperbuurt, Watergraafsmeer, Indische buurt, Oostelijk Havengebied, Zeeburgereiland et IJburg) ;
- Amsterdam-Ouest (Kinkerbuurt, Bos en Lommer, De Baarsjes, ainsi que le village de Sloterdijk) ;
- Amsterdam-Porte occidentale (Afrikahaven, Amerikahaven, Petroleumhaven, ainsi que le village de Ruigoord) ;
- Amsterdam-Sud (De Pijp, Museumkwartier, Apollobuurt, Stadionbuurt, Rivierenbuurt, Prinses Irenebuurt et Zuidas) ;
- Amsterdam-Sud-Est (Bijlmermeer, Bullewijk, ainsi que le village de Driemond).

### Gouvernement municipal

#### Fonctionnement

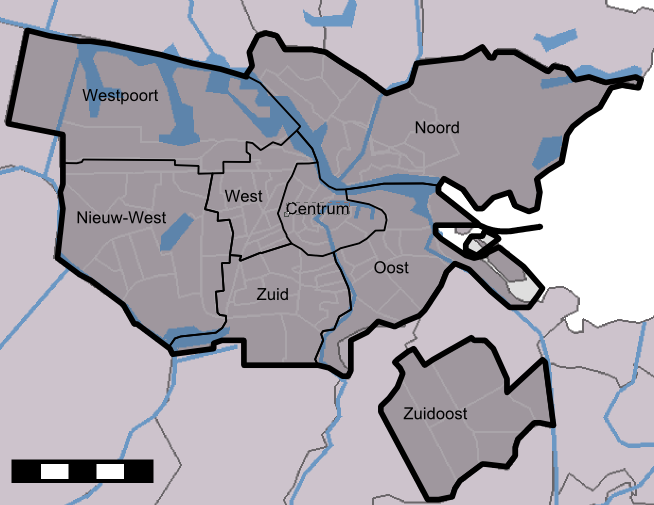
Les huit arrondissements d'Amsterdam depuis le 1er mai 2010.

La ville d'Amsterdam est une commune en vertu de la loi néerlandaise sur les municipalités. Elle est dirigée par un conseil municipal (gemeenteraad), également parfois appelé conseil communal. Le conseil municipal dispose de 45 sièges. Ses membres sont élus pour un mandat de quatre ans dans le cadre d'élections municipales sur la base de la représentation proportionnelle.
Le pouvoir exécutif repose avec le collège du bourgmestre et des échevins (college van burgemeester en wethouders, CB&W). Le bourgmestre est à la fois membre du conseil exécutif municipal et d'une autorité individuelle avec un certain nombre de responsabilités statutaires, principalement dans le domaine du maintien de l'ordre public. En vertu de la loi sur les municipalités, le bourgmestre est nommé pour un mandat de six ans par la Couronne, sur conseil du commissaire du Roi en Hollande-Septentrionale après proposition du conseil municipal. Les autres membres du conseil exécutif (échevins) sont nommés directement par le conseil municipal, mais peuvent être révoqués à tout moment après un vote de défiance au conseil.
En raison de ce système proche du système parlementaire national, les conseillers ne sont pas nommés tant qu'une majorité au sein du conseil n'a pas conclu d'accord de coalition après les élections municipales.

#### Conseil du bourgmestre et des échevins (2018-2022)
| Fonction | Titulaire | Titulaire                                                                    | Parti |
| --- | --------- | ---------------------------------------------------------------------------- | ----- |
| Bourgmestre d'Amsterdam Échevin à l'Ordre public et à la Sécurité |           | Femke Halsema                                                                | GL    |
| Échevin aux Affaires sociales, à la Diversité et la Démocratisation |           | Rutger Groot Wassink                                                         | GL    |
| Échevin à l'Aménagement du territoire et à la Durabilité |           | Marieke van Doorninck                                                        | GL    |
| Échevin à l'Art et la culture et la ville digitale, au Personnel et l'organisation, aux Services, à l'Immobilier, à l'Archéologie, aux Monuments et à l'Arrondissement Nouvel-Ouest |           | Touria Meliani                                                               | GL    |
| Échevin aux Finances et à l'Économie |           | Udo Kock (jusqu'au 11/9/2019) Victor Everhardt (à partir du 6/11/2019)       | D66   |
| Échevin à la Santé, à la Prévention, à l'Éducation professionnelle et aux Sports |           | Simone Kukenheim                                                             | D66   |
| Échevin à l'Éducation, à la Pauvreté et à l'Intégration |           | Marjolein Moorman                                                            | PvdA  |
| Échevin au Trafic, aux Transports, aux Eaux et à la Qualité de l'air |           | Sharon Dijksma (jusqu'au 16/12/2020) Egbert de Vries (à partir du 20/1/2021) | PvdA  |
| Échevin au Logement, à la Construction, aux Quartiers en développement, à l'Aménagement urbain et espaces verts, à la Propreté et au Bien-être animal                               |           | Laurens Ivens (jusqu'au 5/7/2021) Jakob Wedemeijer (à partir du 6/10/2021)   | SP    |